# Lira libanese
La lira libanese (lirah in arabo, livre in francese, ISO 4217: LBP) è la valuta ufficiale della Repubblica del Libano.
Dal dicembre 1997 la divisa libanese è ancorata non ufficialmente al dollaro USA, con un tasso di cambio di 1 508 lire contro un dollaro.
Anche causa dell'elevato tasso di inflazione, il dollaro USA ha conteso a lungo alla lira libanese il titolo di moneta legale corrente de facto del Libano.
Sono attualmente in circolazione monete da 250 e 500 lire, e banconote da 1 000, 5 000, 10 000, 20 000, 50 000 e 100 000 lire.
L'autorità monetaria che sovraintende alla circolazione della divisa è la Banca del Libano.